# Dridu
Dridu es una comuna ubicada en el distrito de Ialomița, Rumania.

## Superficie
Cuenta con una superficie de 57,87 kilómetros cuadrados.

## Demografía
Hasta 2021 la población era de 3213 habitantes, con una densidad de población de 55,52 habitantes por kilómetro cuadrado.